# Horná Ves (Banská Bystrica)
|  | No s'ha de confondre amb Horná Ves (Trenčín). |

Horná Ves és un poble i municipi d'Eslovàquia. Es troba a la regió de Banská Bystrica.

## Història
La primera menció escrita de la vila es remunta al 1429.

## Demografia
| Godina             | 1994 | 2004 | 2014   | 2024   |
| ------------------ | ---- | ---- | ------ | ------ |
| Nombre de persones | 0    | 739  | 711    | 642    |
| Diferència         |      | –    | −3,78% | −9,70% |

| Godina             | 2023 | 2024   |
| ------------------ | ---- | ------ |
| Nombre de persones | 656  | 642    |
| Diferència         |      | −2,13% |